# Hirtella excelsa
Hirtella excelsa là một loài thực vật có hoa trong họ Cám. Loài này được Standl. ex Prance mô tả khoa học đầu tiên năm 1972.